# Martha Wertheimer
Martha Wertheimer (geb. 22. Oktober 1890 in Frankfurt am Main; gest. Juni 1942, wahrscheinlich im Vernichtungslager Sobibor) war eine deutsche Pädagogin, Journalistin und Schriftstellerin, die aus einer jüdischen Familie stammte.

## Leben und Wirken
Martha Wertheimer stammte aus kleinbürgerlichem Elternhaus. 1911 wurde sie an der Akademie für Sozial- und Handelswissenschaften (ab 1914 Universität Frankfurt) immatrikuliert. Ihr Studium der Geschichte, Philosophie und englischen Philologie schloss sie 1917 mit einer Dissertation ab. Ab 1919 arbeitete sie als Redakteurin für die liberale Offenbacher Zeitung; sie engagierte sich politisch für das Frauenwahlrecht und arbeitete gelegentlich beim Radio. Für journalistische Arbeiten benutzte sie in dieser Zeit häufig das Pseudonym „Martha Werth“. Martha Wertheimer war vielseitig interessiert und hatte einen großen Bekannten- und Freundeskreis.
Die Abkehr von der jüdischen Orthodoxie und der Kontakt zu Franz Rosenzweig führten sie in den Kreis des Offenbacher liberalen Rabbiners Max Dienemann.
Im Zusammenhang mit der nationalsozialistischen Machtergreifung wurde sie 1933 von der Offenbacher Zeitung entlassen. Sie trat ein in die Redaktion des Israelitischen Familienblattes und schrieb dort über religiöse Fragen, jüdisches Selbstverständnis und vor allem zur Ausbildung von Jugendlichen und jungen Erwachsenen, die nach Palästina auswandern wollten (Alija).
Nachdem für die Olympischen Spiele 1936 in Berlin die jüdischen Sportler aus sämtlichen deutschen Mannschaften ausgeschlossen worden waren, verfasste Wertheimer, eine begeisterte Florettfechterin und Langstreckenschwimmerin, zusammen mit zwei anderen jüdischen Sportlern, Paul Yogi Mayer und Siddy Goldschmidt, eine Dokumentation, in der die Leistungen jüdischer Sportler gewürdigt wurden. Ebenfalls 1936 erschien Wertheimers Überarbeitung von Stunden der Andacht, einem Gebetbuch von Fanny Neuda, das sich an jüdische Mädchen und Frauen richtet.
Neben ihren Buchveröffentlichungen existierten zwei Buchtyposkripte (Amazonenritt und Jenseits der Flut), ein Drama Channah sowie das Libretto zu der einaktigen Oper Riccio. Die Arbeiten konnten bisher nicht aufgefunden werden. Von der Autorin selbst als „recht gut“ eingeschätzt wurden journalistische Arbeiten im Israelitischen Familienblatt (Jahrgänge 1936–1938).
1936 wurden Martha und die mit ihr dauerhaft zusammenlebende Schwester Lydia aus der gemeinsamen Wohnung vertrieben. Martha Wertheimer ging nach Berlin, übernahm dort die Schriftleitung ihrer Zeitschrift, engagierte sich im Kulturbund Deutscher Juden, vor allem aber in der Jugendarbeit. Sie übernahm Funktionen in der jüdischen Sport- und Jugendorganisation Makkabi Deutschland und half bei der Vorbereitung für die Ansiedlung in Palästina (Hachschara-Ausbildung). Ende 1937 unternahm Martha Wertheimer eine mehrwöchige Reise nach Palästina, kehrte jedoch zu ihren Aufgaben in Deutschland zurück. 1938 zog sie wieder nach Frankfurt zu ihrer Schwester und bereiste nun Süddeutschland als Propagandistin für die Zionistische Vereinigung für Deutschland. Später übernahm sie die Leitung der Jugendfürsorge der jüdischen Gemeinde Frankfurt. Dabei waren vor allem Kindertransporte ins rettende Ausland zu organisieren. Mehrfach begleitete sie solche Transporte nach England.
Nachdem ihrer Schwester der Pass entzogen worden war, entschied sich auch Martha, in Deutschland zu bleiben. Sie engagierte sich stärker im religiösen Leben, übernahm Funktionen, die sonst Rabbinern vorbehalten waren. Nach Verhören und vorübergehenden Verhaftungen unternahmen die Schwestern 1940 einen weiteren Versuch der Emigration, jedoch gab es inzwischen keine Länder mehr, die ihnen offengestanden wären. Trotz einer schweren Beinverletzung sowie des Verlusts von Wohnung und Eigentum durch Bombenangriffe übernahm Martha weiterhin pädagogische Aufgaben und gründete eine Jüdische Anlernwerkstatt.

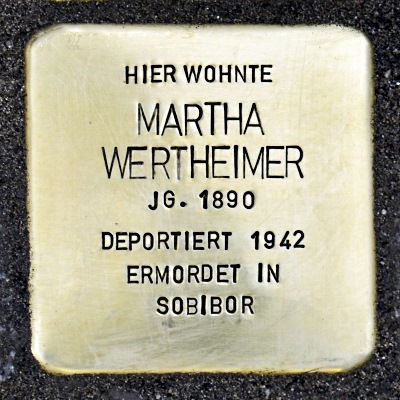
Stolperstein für Martha Wertheimer in Frankfurt am Main

Ende 1941 mussten die Schwestern in ein Ghettohaus umziehen. Schließlich zwang die Gestapo Martha Wertheimer zur Mitarbeit bei der Organisation der Judendeportationen nach Osten. Sie selbst und ihre Schwester gehörten zu den etwa 1000 Frankfurter Juden, die mit dem dritten Transport am 11. Juni 1942 verschleppt wurden. Niemand kam zurück. In Lublin wurden die Menschen von der SS selektiert, Frauen und nichtarbeitsfähige Männer kamen wahrscheinlich in das Vernichtungslager Sobibor.

## Gedenken
Am 17. Mai 2015 wurden Stolpersteine für Lydia und Martha Wertheimer vor dem Haus Unter den Kastanien 1 in Frankfurt-Sachsenhausen verlegt. Seit 2022 ist der Martha-Wertheimer-Platz (⊙) in Sachsenhausen nach ihr benannt. Der Platz hieß zuvor Adlhochplatz; er war nach dem ehemaligen katholischen Stadtdekan Walter Adlhoch (1913–1985) benannt, gegen den 2011 und 2014 der Vorwurf erhoben wurde, er habe 1979 eine Minderjährige sexuell missbraucht.

## Schriften
- Über den Einfluß Friedrichs des Großen auf Voltaire, nach dem staatstheoretischen Inhalt ihres Briefwechsels (Dissertation Frankfurt am Main 1917)
- unter dem Pseudonym Martha Werth: Frauenart und Leibesübung (Göttingen 1921)[5]
- Erziehung zum Fechter (Ludwigsburg 1923)
- unter dem Pseudonym Hal G. Roger: Maschine F 136 (Berlin 1933)
- Maschine F 136 (2. Auflage Berlin 2013) pdf ISBN 978-3-923211-28-9
- Alle Tage deines Lebens. Ein Buch für jüdische Frauen (Frankfurt am Main 1935)
- Fanny Neuda: Stunden der Andacht. Durchgesehen und durchgearbeitet von Martha Wertheimer (Frankfurt am Main 1936; Neuausgabe: Basel 1968)
- Das jüdische Sportbuch (zusammen mit Siddy Goldschmidt und Paul Yogi Mayer) (Berlin 1937)
- Dienst auf den Höhen (Berlin 1937), Wiederveröffentlichung unter dem Titel Entscheidung und Umkehr (Leipzig 2010) pdf ISBN 978-3-923211-79-1
- In mich ist die große dunkle Ruhe gekommen. Briefe an Siegfried Guggenheim in New York 1939–1941 (Hrsg. Fritz Bauer-Institut; Frankfurt am Main 2. erw. Ausg. 1996)